# محوطه چاله موت
محوطه چاله هوت مربوط به دوران پیش از تاریخ ایران باستان تا دوران‌های تاریخی پس از اسلام است و در شهرستان کاشان واقع شده و این اثر در تاریخ ۱۹ اسفند ۱۳۸۰ با شمارهٔ ثبت ۴۸۵۲ به‌عنوان یکی از آثار ملی ایران به ثبت رسیده است.